# Johann Gottfried Vierling
Johann Gottfried Vierling (Metzels, Turíngia, 25 de gener de 1750 - Schmalkalden, Turíngia, 22 de novembre de 1813) fou un organista i compositor alemany.
Eminent organista també fou un considerable compositor, va ser deixeble a Hamburg de Carl Philipp Emanuel Bach i de Johann Philipp Kirnberger a Berlín. Publicà nombroses obres per a orgue, música de cambra, obres corals i del gènere religiós, tot aquesta feina amb una gran puresa d'escriptura. I a Marburg va tenir entre altres alumnes a Hans Adolph Friedrich von Eschstruth.

## Obres
- Achtundvierzig kurze und leichte Orgelstücke
- 48 leichte Choralvorspiele, Leipzig
- Sonata in C-major per a cembal / orgue
- Prelude in c-minor per a orgue
- Unes 160 cantatas
- Choralbuch auf vier Stimmen zum Gebrauch bey dem öffentlichen- und Privat-Gottesdienst: nebst e. Vorrede u. kurzen Vorbericht mit e. Haupt- u. Melodien-Register / hrsg. von Johann Gottfried Vierling, 1789
- Allgemein fasslicher Unterricht im Generalbass mit Rücksicht auf dem jetzt herrschenden Geschmack in der Composition durch treffende Beispiele erläutert, Leipzig, 1805
- Versuch einer Anleitung zum Präludiren für Ungeübtere, Leipzig, 1794 i traduïda a l'anglès per James Alexander Hamilton.[2]
- Empfindung und Empfindelei oder Die Verwechslung der Geliebten (òpera)